# Hellum
Hellum er en landsby, som ligger i Rebild Kommune (Nordjylland) imellem Skørping og Terndrup. Der er mellem 150 og 200 indbyggere.

## Hellum Skole og Hellum FRI
Indstil skoleåret 2012/2013 var Hellum Skole en folkeskole som bestod af 3 bygninger. Der var "SFO/fritteren" i en blå bygning tæt på 2.-klassesbygningen.
Der var juniorklub i spejderhuset, beliggende bag SFO'en. Hellumhejhuset er en børnehave, som ligger i en bygning der deles med skolen. 
I skoleåret 2012-2013 blev "HellumFRI Skole og børnehave" indviet i samme lokation som Hellum Skole.  Der blev ansat nye lærere og pædagoger. Kun to fra den tidligere folkeskole forblev ansatte. Hellumhejhuset går nu også under HellumFRI som får fælles støtte og deler ansatte i børnehave, klub, SFO og friskole.
HellumFRI skole, klub, SFO og børnehave er lukket.

## Multibane og træningstelt
Den 5. maj 2012 blev der i Hellums centrum indviet en multibane, ved siden af, et motionstelt og en grillhytte.
Det var et projekt af Hellum Landsbyforening, i samarbejde med lokale lodsejere, frivillige borgere og organisationen "Spor i landskabet". Projektet fik støtte af Nordea-Fonden. Motionstelt med Kettlebells, træningsmaskiner og pull-up bars. 

## Hellum F.C
Hellum F.C er et lokalt fodbold initiativ, som blev startet i 2008 af en lokal borger.
Hellum ligger ca 4,3 km fra Madum Sø.